# Bernardo di Mentone
Bernardo di Mentone, noto anche come  San Bernardo di Aosta (Menthon-Saint-Bernard, 1020 – Novara, 1081), è stato un religioso italiano.
La Chiesa cattolica lo venera come santo e la memoria liturgica cade il 15 giugno.

## Biografia

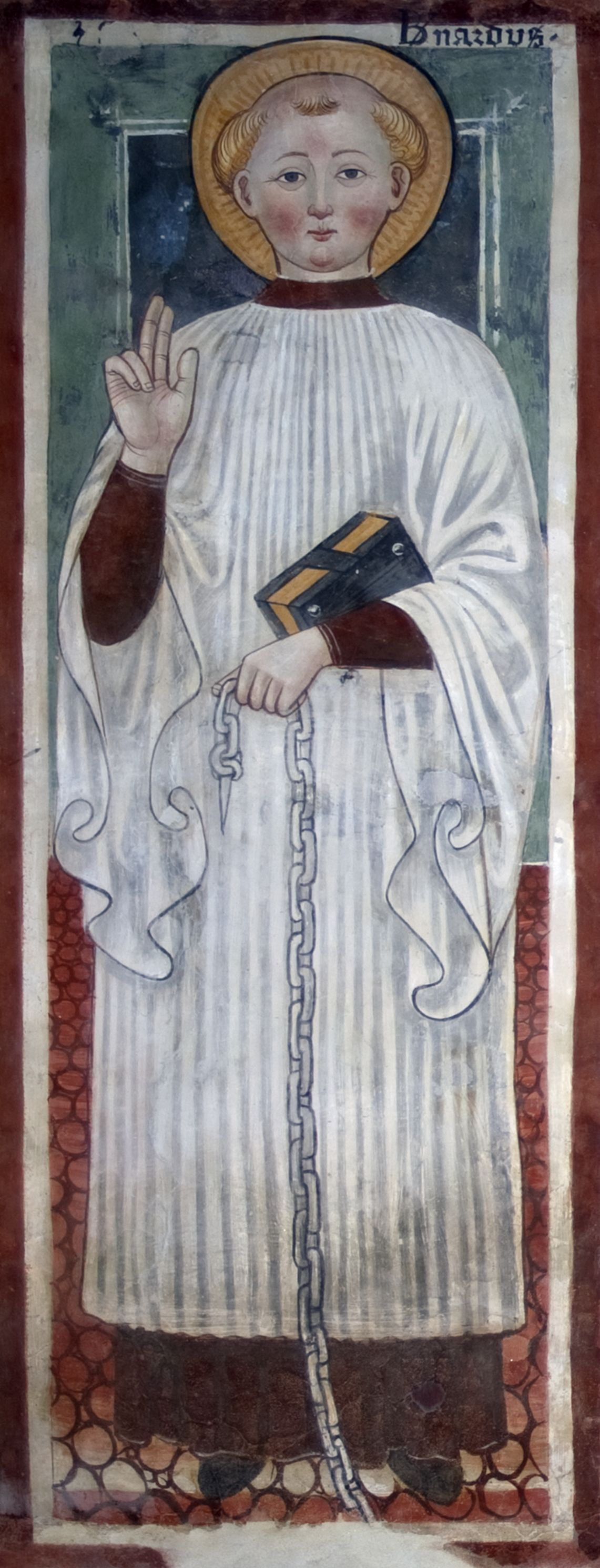
Una raffigurazione tardogotica del santo di fine XV secolo, attribuita a Tommaso Cagnola, a Garbagna Novarese

La vita del santo non è storicamente ben accertata. Poco chiare sono le date di nascita e di morte e incerto è anche il luogo di nascita.
Un tempo ritenuto originario di Mentone, sul lago di Annecy in Alta Savoia, secondo alcuni studiosi Bernardo doveva essere in realtà nativo di Aosta, dove fu canonico e Arcidiacono della Cattedrale.
Testimone dei pericoli che riservavano i colli delle Alpi, egli fece costruire nel 1050 sui valichi dei due più alti collegamenti montani gli ospizi del colle del Gran San Bernardo, tra la Valle d'Aosta e il Vallese, e del colle del Piccolo San Bernardo, tra la Valle d'Aosta e la Tarantasia. Questi ospizi venivano incontro ai bisogni dei viaggiatori e dei pellegrini che attraversavano le Alpi ed i religiosi ricercavano i malcapitati che avessero smarrito la strada o che fossero dispersi nella neve.
Installò nei due ospizi dei canonici regolari che seguivano la regola di sant'Agostino: è l'origine della congregazione ospedaliera dei Canonici del Gran san Bernardo. Questi generosi religiosi si fecero aiutare nelle loro ricerche da cani addestrati appositamente: i cani di san Bernardo, una razza particolarmente adatta alla montagna.
San Bernardo morì a Novara nel 1081 durante un viaggio e lì fu sepolto. Alcune delle sue ossa sono conservate nel duomo di Novara all'interno di due reliquiari e di un busto del santo.

## Culto

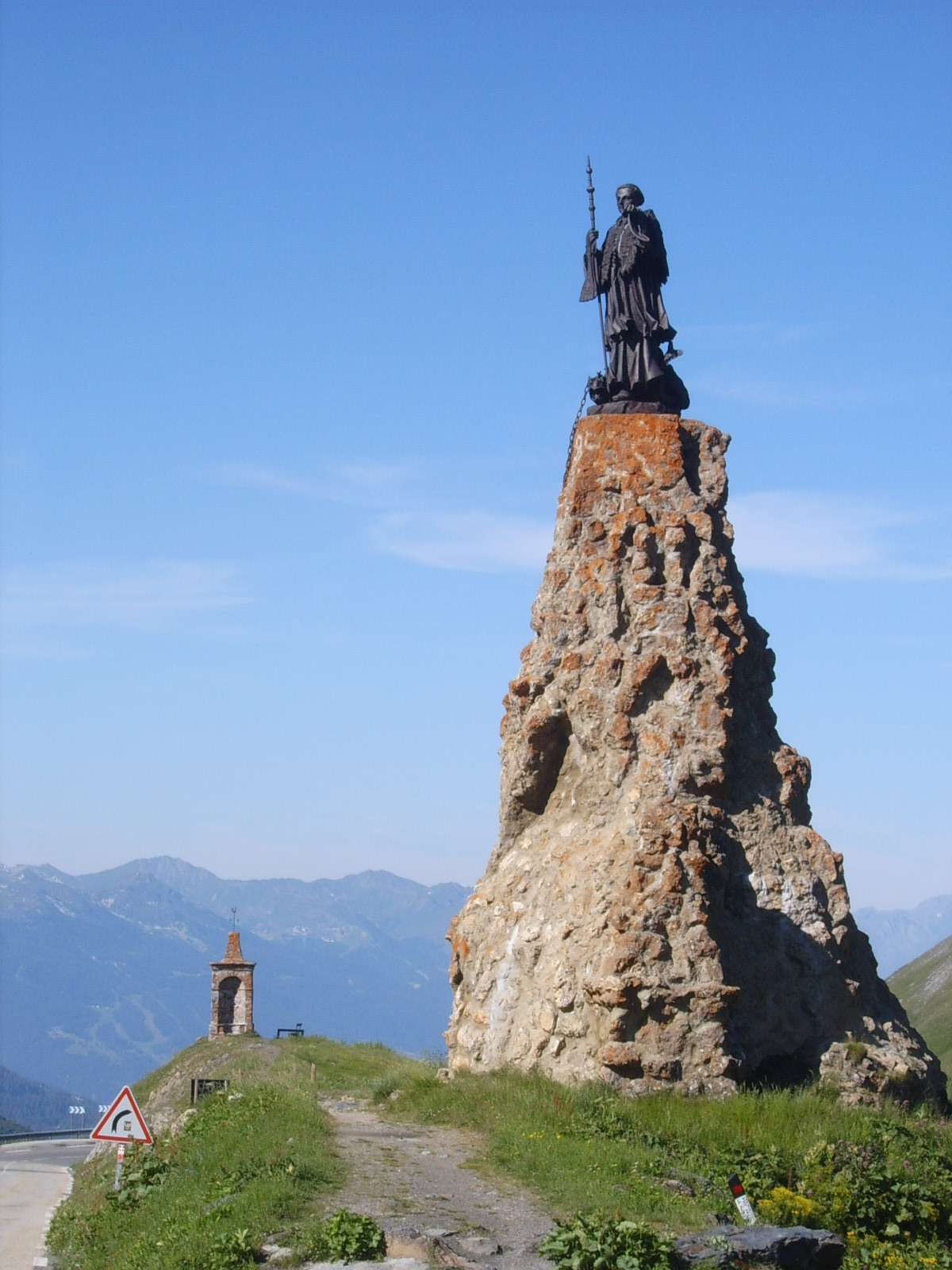
Statua di san Bernardo di Mentone al colle del Piccolo San Bernardo

Nel 1681 il suo nome fu inserito nel Martirologio romano da papa Innocenzo XI su istanza dei Canonici regolari della Congregazione ospedaliera del Gran San Bernardo.
È stato proclamato patrono dei montanari e degli alpinisti da Pio XI nel 1923. La Chiesa cattolica lo festeggia il 15 giugno.
San Bernardo non è solo onorato in Francia e in Valle d'Aosta, dov'è conosciuto anche come Saint Bernard du Mont-Joux, ma anche in Liguria, nel Canton Ticino a Monte Carasso e nel novarese. La chiesa parrocchiale di Ascona, frazione di Santo Stefano d'Aveto (GE), è a lui dedicata e lo festeggia con solennità e profonda devozione il 15 giugno e la statua rimane esposta sull'arca processionale fino alle prime domeniche di luglio.
È il patrono di Montechiaro d'Asti, dove viene festeggiato la prima domenica di settembre.
È a lui dedicata la chiesa parrocchiale di Prato Sesia, che lo festeggia come patrono.
È inoltre patrono di Arizzano (VB), dove gli è intitolata la chiesa parrocchiale, e della località Anzino nel comune di Bannio Anzino (VB).
Dal 2020 è inoltre patrono del comune di Valdilana (BI), comune istituito il 1º gennaio 2019.